# Miklós Béla Hoffer
Miklós Béla Hoffer (Boedapest, 24 oktober 1910 – Groningen, 7 oktober 1987) was een Nederlandse tekenleraar en beeldhouwer.

## Leven en werk
Hoffer werd in 1910 geboren in Boedapest uit Hongaarse ouders. Hij kwam in 1919 met een kindertransport naar Nederland toe. Hij werd opgeleid aan de Kweekschool voor onderwijzers in Hilversum en werd docent in Friesland; in Huizum was Beb Mulder een van zijn leerlingen. Hoffer trouwde in 1941 met Agatha Theodora van der Werf (1910-2012). Hij werd in 1949/1950 genaturaliseerd tot Nederlander.
Naast leraar was Hoffer lid van de Friese Kunstkring en actief als beeldhouwer. Hij werkte figuratief, in hout en steen, en maakte onder meer christelijk religieus werk.